# Rigid Force Alpha
『Rigid Force Alpha』（リジッド・フォース・アルファ）は、ドイツのインディーゲームスタジオcom8com1 Softwareが開発し2018年8月31日に発売したMicrosoft Windows用横スクロールシューティングゲーム。2020年6月5日（日本国外）には改良を加えたバージョン『リジットフォース・リダックス』（Rigid Force Redux）がNintendo SwitchとXbox One向けに発売された。

## 概要
宇宙戦闘機「リジッド・フォース・アルファ」を操縦し、人類を危機に陥れようとするエイリアンやロボットとの戦いを繰り広げる作品。作風は往年のシューティングゲームである『R-TYPE』と『グラディウス』の影響を受けており、当時の作品の雰囲気を残しつつ、グラフィックを3Dで表現し独自のシステムも搭載している。
開発は、本作のゲームデザインを手掛けたMarcel Rebenstorfの趣味のプロジェクトとして2011年12月より開始され、プロジェクトの巨大化により次第にメインの仕事になっていく中で2017年に勤め先を辞めてcom8com1 Softwareを設立した。
ゲームのナビゲーション役として女性型AIのPSYE（サイ）が登場するが、『Alpha』の発売時、デザインについてユーザーから「可愛くない」「生首AI」等の意見が寄せられたことから、『リダックス』ではデザインが変更されている。

## システム
ステージを進む道中には「武器カプセル」があり、その中から以下の「メイン装備」または「サイド装備」を取得して機体を強化できる。サイド装備は2段階まで強化可能。
また、同じく道中にある「フォースの破片」の取得により機体の周囲に最大4つのオプション機体が付き、メイン装備と同じ攻撃を行う。オプションの位置変更により、前方に攻撃を集中させたり前方と後方を同時に攻撃したりといったバリエーションを持たせることもできる。
メイン装備
- レーザー - レーザービームを放つ。
- スプレッド・ショット - 扇状に拡散する弾を発射する。
- リバウンド弾 - 地形に当たると反射する弾を発射する。

サイド装備
- ホーミングミサイル - 敵を追尾するミサイルを発射する。
- シーカーミサイル - 上方向に向けてミサイルを発射する。このミサイルは敵の高さと一致した瞬間に敵がいる水平方向へ直進する。
- グラウンドミサイル - ミサイルを投下する。

敵を倒すと「エネルギーオーブ」と呼ばれる粒子が放出され、機体を近づけることで取得できる。また、オーブを引き寄せる機能を使用すると周囲のオーブをまとめて取得できるが、使用時には機体が減速する。
オーブを取得するごとに画面下のゲージが溜まっていき、これを消費すると以下の機能が使用可能となる。
- チャージ - 力を溜めた数秒後に強力な攻撃を行う。攻撃の種類はメイン装備により異なる。
- ブレット・ブレード - 敵の攻撃を防ぐ。ゲージを多く消費する。

## ゲームモード
各モードの結果は、オンラインリーダーボードにアップロードし他のユーザーの結果と競うことができる。
メインミッション
全6ステージをクリアしていくモード。
アーケードモード
メインミッションのステージのうち1つを選択し、クリアするまでのスコアを競うモード。メインミッションでステージをクリアするごとに対応ステージが追加される。
タイムアタックモード / ボスラッシュ
前者は『Alpha』、後者は『リダックス』での名称。メインミッションのボス戦のみを連続で行い、全クリアまでのタイムを競うモード。メインミッションで全ステージクリア後にプレイ可能となる。